# Nissan Altima
La Nissan Altima est une berline intermédiaire fabriquée par le constructeur automobile japonais Nissan. Elle remplace la Stanza en 1994. Mais le périple commence avec la Bluebird en 1956. L'Altima est plus chère que la Sentra mais moins chère que la Maxima.
Ses concurrentes sont:
- Chevrolet Malibu.
- Chrysler Sebring.
- Ford Fusion.
- Honda Accord.
- Hyundai Sonata.
- Mazda 6.
- Mitsubishi Galant.
- Toyota Camry.

## Historique
Le nom Altima provient de la lignée des Nissan Laurel. C'est une voiture vendue dans les Caraïbes avant 1992. La première Altima a été fabriquée en 1992 en tant que modèle 1993. Depuis juin 2004, toutes les Altima sont assemblées à Smyrna, Tennessee. Nissan a un projet de construire une autre usine dans le même État puisque la demande en Amérique du Nord n'arrête pas de grandir.
Comme la Stanza davant elle, l'Altima a été basée sur la Nissan Bluebird SSS (modèle de châssis U13), bien que son style original vienne des studios de design Nissan en Californie. Initialement, le nom officiel de la voiture était "Stanza Altima," qui apparaît sur les premiers manuels du propriétaire. Le modèles 1993 peut être vu avec un autocollant qui est écrit "Stanza" en lettres plus petites sur la gauche de l'emblème ALTIMA sur le couvercle du coffre.

## Première génération (U13, 1993–1997)
Tous les modèles Altima Nissan utilisent un 4-cylindres à DACT de 150 ch (112 kW) KA24DE accouplé à une boîte manuelle 5 vitesses ou automatique 4 vitesses (performances d'accélération: 9,4 secondes 0-97 km/h en automatique et 8,4 s en manuel). (En revanche, les Japonais avaient la Bluebird SSS qui sortait avec le moteur SR20DET de Nissan et 4 roues motrices). La suspension était composée de jambes de force avec barre stabilisatrice à ses deux extrémités et était reconnue pour fournir la sportivité recherchée, la maniabilité satisfaisante (plus un tour ferme et bruit modéré sur la route); toutes les roues sont de 15 pouces. Étant l'une des voitures compactes les plus grandes, l'Altima pouvait accueillir quatre adultes confortablement, bien que sa carrosserie soit trop étroite pour cinq. Les versions se composaient de la gamme dépouillée XE, de la moyenne gamme GXE, sportive SE et GLE de luxe. Certaines options comprenaient un ensemble de logos or, de garde-boues moulés et d'une bande de couleur. Tous les modèles ont de petits porte-gobelets sous la radio et une petite boîte à gants qui ont été améliorés dans la refonte de 1998.
Le XE de base (rare) avait des fenêtres manuelles. La GXE de moyenne gamme a eu les vitres électriques, une antenne rétractable électrique, un couloir dans le siège arrière, l'horloge numérique au tableau de bord et des grilles couleur assorties pour des haut-parleurs de 6 pouces en plastique à l'arrière. Les modèles XE GXE n'avaient que le commutateur d'essuie-glace intermittent fixe.
En plus des caractéristiques GXE, la SE a eu une suspension plus rigide, des phares antibrouillards, 3 supports de montage pour l'aileron arrière (modèles 1993 avec un feu de freinage LED clair), des jupes latérales (pas de moulures latérales supérieures), et des sièges sport (plus un toit ouvrant en 1994-1995). Elle a également eu des freins à disque aux quatre roues, qui sont venus sur les autres gammes lorsqu'on commandait des freins antiblocage.
Les améliorations du GLE comprenaient un affichage tête haute (1993 et 1994 uniquement), qui affichait la vitesse en mph ou km/h, clignotants, et plusieurs feux de détresse sur un miroir fait dans le pare-brise. La Maxima 1989 à 1994 et la 240SX avaient des technologies similaires, mais seulement monter la vitesse. Les autres caractéristiques incluent porte-monnaie intégré dans le couvercle du panneau de fusible (1993 et 1994 uniquement), soutien lombaire réglable sur les sièges avant, climatisation automatique digitale, télédéverrouillage avec alarme (en option), tapis, miroirs latéraux de couleur assortis, feux de virage, toit ouvrant, et une plus grande puissance du système de six haut-parleurs cassette / CD stéréo qui comprenait des haut-parleurs arrière 6X9 avec noir métal "haut-parleur actif" grilles, couleur métal "actif haut-parleur" grilles pour les haut-parleur des portières avant (1993 et 1994 seulement), et une paire de tweeters sur le pilier qui étaient tous alimentés par 2 ampères monté en usine sous la plate forme. Pour 1997, il a renoncé à tout ce qui précède, en échange des sièges standard en cuir (auparavant en option). Tous les modèles SE et GLE avaient des jantes en alliage et essuie-glaces intermittents variables.

## Deuxième Génération (1998 - 2001)
Cette deuxième génération mesure 4,72 m et dispose uniquement d'un moteur essence 4 cylindres 2,4 litres de 155 ch, avec boîte manuelle ou automatique.

## Troisième Génération (2002 - 2006)
La troisième génération d'Altima amorce une montée en gamme spectaculaire. En effet, aux oubliettes les deux premières Altima fades et sous-motorisées. La nouvelle grandit de 16 cm et passe à 4,88 m et s'équipe enfin d'un V6 essence, en l'occurrence un 3,5 litres de 250 ch. Par ailleurs, elle peut aussi être équipée d'un 4 cylindres 2,5 litres essence de 175 ch.
Une version à tendance sportive est aussi apparue pour les années 2005 et 2006 seulement, baptisée SE-R, elle s'équipe d'un V6 3,5 essence de 260 ch (VQ35) et d'une transmission automatique ou manuelle à 6 vitesses.

## Quatrième Génération (2007 - 2012)
La quatrième génération de celle qui est devenue la plus vendue par Nissan aux États-Unis est apparue au début de l'année 2007. Plus courte que l'ancienne, elle mesure tout de même 4,84 m. Elle en reprend ses motorisations le 4 cylindres de 175 ch, et le V6 3,5 litres de 270 ch.
Cette Altima peut surtout bénéficier d'une version hybride (essence-électricité) avec un 4 cylindres 2,5 litres de 158 ch + 40 ch avec le bloc électrique, basé sur le système Hybrid Synergy Drive.
En outre, elle se décline enfin en version Coupé, ce qui permet à Nissan de mieux concurrencer la Honda Accord Coupé sur le marché américain. Ce coupé existe avec les mêmes moteurs que la berline sauf en hybride. Il repose sur un empattement plus court que celui de la berline et la longueur hors tout est également réduite de 24 cm.

## Cinquième Génération (2013 - 2018)
La production de la 5e génération a débuté en 2013. Ce modèle destiné au marché nord-américain est fabriqué aux États-Unis. Le code de cette génération est L33. Le soubassement est commun avec le modèle Maxima.
La version coupé de l'Altima a été abandonné pour cette génération.

## Sixième Génération (Depuis 2018)
La 6e génération de la Nissan Altima est présentée au Salon de New York en mars 2018
Ce modèle est uniquement fabriqué aux États-Unis sur les sites de Canton Mississippi et Smyrna Tennessee. Le code interne de cette version est L34.
Uniquement disponible en conduite à gauche elle est également exportée au moyen orient.

## Récompenses
- Voiture nord-américaine de l'année 2002[2].
- La Nissan Altima 2019 nommée finaliste du prix Green Car of the Year® 2019 par le Green Car Journal[3].